# Louis Clayeux
Pour les articles homonymes, voir Clayeux.
Louis Gabriel Clayeux est un galeriste et critique d'art français, né le 26 mai 1913 à La Charité-sur-Loire et décédé le 22 juillet 2007 dans cette même ville.

## Biographie
Ses parents possédaient une mercerie dans sa ville natale. De 1948 à 1965, il fut le directeur artistique de la galerie Maeght à Paris. Il fut l'ami et le mécène d'Alberto Giacometti. Proche de François Mitterrand, il est l'un de ceux qui lui suggèrent l'idée du Grand Louvre.

## Décorations
- Officier de la Légion d'honneur (1989)[2]
- Commandeur de l'ordre national du Mérite
- Officier de l'ordre des Arts et des Lettres (1981)[3]